# Robert Bogdanowicz (ur. 1976)
Robert Daniel Bogdanowicz (ur. 1976) – profesor Politechniki Gdańskiej, specjalista naukowo–techniczny, zastępca kierownika Katedry Metrologii i Optoelektroniki na Wydziale Elektroniki, Telekomunikacji i Informatyki. 

## Życiorys
W 2009 otrzymał stopień doktora na Politechnice Gdańskiej. W latach 2010–2011 pracował w Ernst-Moritz-Arndt-Universität Greifswald-Institut für Physik. Używał obrazowania optycznego do badania wzbudzenia plazmy w impulsowych układach wielomagnetronowych. Zajmował się rozwojem przeciwbakteryjnych powłok na implantach wytwarzanych na bazie Ti:Cu z użyciem impulsowego rozpylania wielomagnetronowego. W 2011 ponownie podjął pracę na Politechnice Gdańskiej, jako adiunkt w Katedrze Metrologii i Optoelektroniki. Prowadzi badania na temat selektywnej syntezy diamentu oraz domieszkowania nanokrystalicznego diamentu na potrzeby opto-elektrochemiczych nanoczujników środowiskowych oraz biochemicznych. Kierownik laboratorium oraz członek rady działającej w ramach Centrum Zaawansowanych Technologii „Pomorze”, utworzonego w ramach Programu Operacyjnego dla rozwoju firm innowacyjnych. Posiada certyfikat menadżera IPMA (D) oraz brał udział w pierwszej edycji programu Top 500 Innovators (Uniwersytet Stanforda). W latach 2011 był kierownikiem programów LIDER NCBiR oraz Sonata NCN. W 2015 odbył stypendium Senior Fulbright Scholar Program w California Institute of Technology (Caltech) w grupie prof. Williama Goddarda (Materials and Process Simulation Center) pracując nad hybrydowymi strukturami diamentowymi 3D. Autor licznych publikacji. 

## Odznaczenia
- Brązowy Krzyż Zasługi (2006)[4]